# Chrosioderma ranomafana
Chrosioderma ranomafana là một loài nhện trong họ Sparassidae.
Loài này thuộc chi Chrosioderma. Chrosioderma ranomafana được miêu tả năm 2005 bởi Silva.